# Moy (Highland)

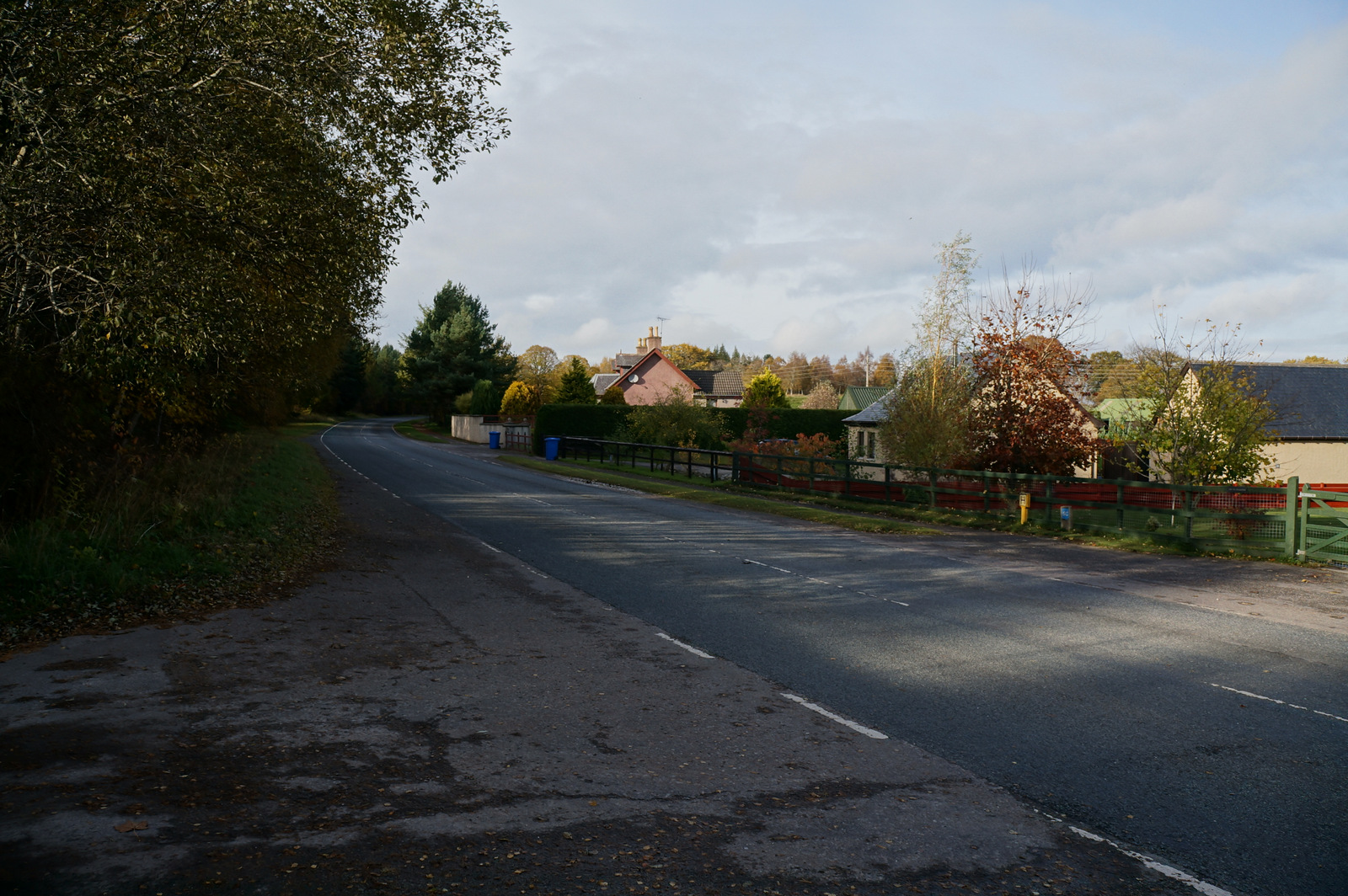
Durchgangsstraße und Häuser in Moy

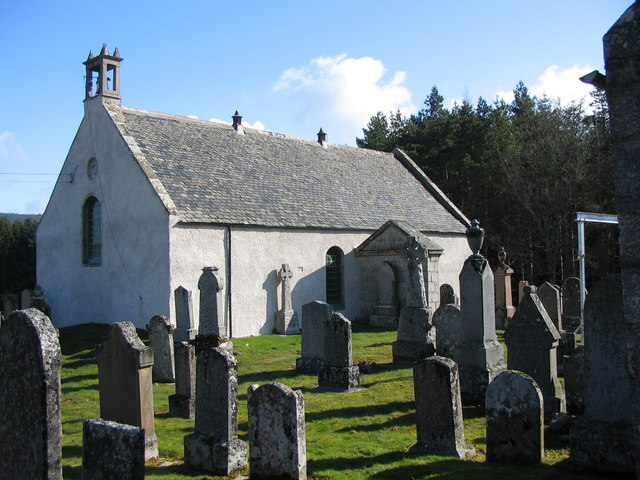
Kirche und Friedhof von Moy

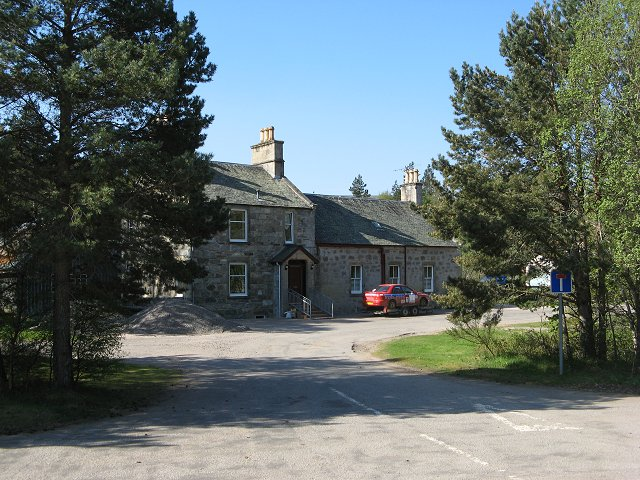
Der stillgelegte Bahnhof

Moy ist eine Ortschaft, die südöstlich von Inverness in der Council Area Highland im Norden von Schottland liegt. Im Rahmen der historischen Gliederung Schottlands in Civil Parishes zählt es zu Moy and Dalarossie, das zu Inverness-shire gehörte.

## Geographie
Moy liegt im Strath Dearn nordwestlich des Sees Loch Moy im Bereich der Mündung des Moy Burns. Die Gegend ist flach, die Bebauung des Dorfes locker.

## Verkehr
Verkehrstechnisch zu erreichen ist Moy über die von Dalmagarry nach Daviot führende B9154. Parallel zu ihr verlaufen die A9 sowie die Highland Main Line. Ein an letzterer errichterer Bahnhof Moy wird nicht mehr bedient.

## Historisch Bedeutsames
Unter Denkmalschutz stehen Teile der nördlich angrenzenden Moy Hall des Clans der Mackintosh, die ehemalige Moy Church der Church of Scotland mitsamt dem Friedhof und dem Pfarrhaus, auf der im See gelegenen Insel Isle of Moy ein Obelisk und ein ehemaliger Lairdssitz mit den Resten einer Befestigungsanlage sowie die von der Bahn genutzte Brücke Aultnaslanach Viaduct.